# 福崎站
福崎站（日语：／ Fukusaki eki */?）是位於兵庫縣神崎郡福崎町福田字中溝302番11號，西日本旅客鐵道（JR西日本）的播但線車站。
所有特急「濱風」班次均停站。

## 歷史
- 1894年（明治27年）7月26日 - 播但鐵道（日语：播但鉄道）姬路站至寺前站之間開通，此站啟用[1]。開始提供旅客和貨運服務。
- 1903年（明治36年）6月1日 - 播但鐵道轉讓營業權至山陽鐵道，成為山陽鐵道車站。
- 1906年（明治39年）12月1日 - 根據鐵道國有法（日语：鉄道国有法），山陽鐵道被國有化，成為官設鐵道車站。
- 1909年（明治42年）10月12日 - 制定路線名稱，此站成為播但線車站。
- 1936年（昭和11年） - 翻新車站大樓[1]。
- 1973年（昭和48年）4月1日 - 結束貨物起卸業務。
- 1987年（昭和62年）4月1日 - 伴隨國鐵分割民營化，車站由西日本旅客鐵道（JR西日本）營運。
- 1996年（平成8年）3月16日 - 特急「濱風」的3往返班次停此站。
- 2016年（平成28年）3月26日 - 此站可使用IC卡「ICOCA」[2]。站內設置了IC卡專用簡易閘機。
- 2019年（平成31年）2月1日 - 綠色窗口廢止，取而代之為1台綠色之售票機+。
- 2019年（平成31年）10月6日 - 站前工程完成，「交流廣場」落成[3]。

## 車站構造
車站是一座地面車站，設有2面3線的月台。車站大樓位於單式1號月台側，各月台設有跨線橋連接。1號月台為上行本線，2號月台為下行本線，3號月台為上下行副本線。列車主要使用1號和2號月台，部分區間列車行走姬路站至此站之間，並使用3號月台折返。
在此站停車的普通列車中，車門將會保持關閉，乘客需要按下按鈕以開關車門。
此站是設有站長的直營車站和管理車站，管理除了播但線起點和終點站外所有車站。在2019年2月1日設置了綠色之售票機+，同時綠色窗口（售票櫃臺）廢止。此站沒有自動閘機，但是設有IC卡專用簡易閘機。
在閘內設有無障礙設施的廁所。

### 月台
| 月台 | 路線   | 上下行 | 方向             | 備註            |
| ---- | ------ | ------ | ---------------- | --------------- |
| 1    | 播但線 | 上行   | 姫路方面         | 部分使用3號月台 |
| 2、3 | 播但線 | 下行   | 寺前、和田山方向 |                 |

3號月台主要讓從此站出發前往姬路的列車，以及部分前往寺前方向的普通列車使用。另外，在定期時間表中，此站沒有特急通過此站。在臨時「濱風」運行時，在當天早上9時時段，此站前往寺前站之間的普通列車的時間表會作出變更，並改在3號月台停站。此外，在平日早上7時時段中設有1班從姬路（截至2017年9月時間表）前往寺前的列車，當該列車到達此站時會使用3號月台，並把4卡列車進行分離，前方2輛會繼續前往寺前，後方2輛會從此站出發前往姬路。由於需要進行列車分離作業，因此停站時間會較長。在2016年3月26日時間表修正中，於晚上9時時段會有一班從姬路出發的列車以此作為終點站。

## 使用狀況
根據「兵庫縣統計書」，2016年（平成28年）度1日平均乘車人次為1,733人。
以下為近年1日平均乘車人次列表。
| 年度   | 1日平均 乘車人次 |
| ------ | ---------------- |
| 2000年 | 2,082            |
| 2001年 | 2,216            |
| 2002年 | 2,218            |
| 2003年 | 2,236            |
| 2004年 | 2,337            |
| 2005年 | 2,357            |
| 2006年 | 2,383            |
| 2007年 | 2,260            |
| 2008年 | 2,172            |
| 2009年 | 1,993            |
| 2010年 | 1,897            |
| 2011年 | 1,822            |
| 2012年 | 1,769            |
| 2013年 | 1,766            |
| 2014年 | 1,691            |
| 2015年 | 1,736            |
| 2016年 | 1,733            |

## 車站周邊
- 中國自動車道福崎交匯處（日语：福崎インターチェンジ）
- 福崎町立神崎郡歷史民俗資料館（日语：福崎町立神崎郡歴史民俗資料館）[1]
- 柳田國男·松岡家顯獎項紀念館（日语：柳田國男・松岡家顕彰会記念館）[1]
- 二之宮神社秋祭 （页面存档备份，存于）
- 神戶醫療福祉大學（日语：神戸医療福祉大学）
- 兵庫縣立福崎高等學校（日语：兵庫県立福崎高等学校）
- 中小企大學（日语：中小企業大学校）關西校

## 相鄰車站
西日本旅客鐵道（JR西日本）
 播但線
- 特急「濱風」停車站

溝口－福崎－甘地

## 注腳
1. 1 2 3 4 5 6 7 8 9 10 11 12  . 神戸新聞総合出版センター. 2011-12-15: 155. ISBN 9784343006028 （日语）.
2. ↑   (PDF) (新闻稿). 西日本旅客鉄道. 2015年12月18日  [2016-03-26]. （原始内容 (PDF)存档于2016-03-05） （日语）.
3. ↑  井上太郎. . 神戶新聞. 2019-10-07  [2020-06-14]. （原始内容存档于2020-06-14） （日语）.
4. ↑  兵庫県統計書 （页面存档备份，存于）（日語）

## 外部連結
- 福崎｜車站資訊：JR出門網 - 西日本旅客鐵道（日語）